# Muriel Gerkens
Pour les articles homonymes, voir Gerkens.
 (novembre 2019).
Si vous disposez d'ouvrages ou d'articles de référence ou si vous connaissez des sites web de qualité traitant du thème abordé ici, merci de compléter l'article en donnant les références utiles à sa vérifiabilité et en les liant à la section « Notes et références ».
Muriel Gerkens (née à Hotton le 25 avril 1957) est une femme politique belge, députée fédérale (Ecolo) à la Chambre des représentants de Belgique. 
Psychologue de formation, Muriel Gerkens est l’une des fondatrices de l’ASBL ASAH (Association des Services d’Accompagnement des Personnes Handicapées). Sa carrière professionnelle a été notamment consacrée à la cause des personnes handicapées qu’elle a voulu le plus autonomes possible, leur reconnaissant ainsi des droits légitimes à une vie ouverte sur le monde et libérée du carcan habituel jusqu'alors infantilisant.

## Carrière politique
- Députée Ecolo de la circonscription électorale de Liège du 23 juillet 1999 au 3 octobre 2018.
- Ancienne présidente du groupe AGALEV-Ecolo de la Chambre (2001–2003).

Son investissement et son militantisme chez Ecolo datent de ces mêmes années 1980. Elle devient secrétaire régionale de 1996 à 1999, avec l’objectif de développer la régionale liégeoise d’Ecolo et d’asseoir les différentes locales dans les entités communales.
Aux élections législatives de 1999, elle est 1re suppléante sur la liste Ecolo pour la Chambre des représentants de Belgique et, lorsque Thierry Detienne devient Ministre wallon des Affaires sociales, elle devient députée fédérale de 1999 à 2003.
Bien qu’elle continue à animer la Commission « Personnes handicapées » au sein d’Ecolo, ses matières de prédilection au Parlement fédéral belge sont principalement les affaires économiques, énergétiques et européennes. Sa proposition de loi sur le statut social des conjoints aidants est le point de départ du statut actuel leur assurant un vrai statut social. Pour cela, le travail réalisé avec les associations de conjointes aidantes a été précieux et efficace. 
Un autre dossier sur les commerçants ambulants, avec là aussi un travail de fond réalisé avec les associations représentantes de la profession, aboutit à un statut social pour les forains et à un assainissement des pratiques de distribution des emplacements sur les marchés publics. Citons également le statut social des artistes, le prix unique du livre, Kyoto, les indépendants et PME, les critères environnementaux et éthiques dans les marchés publics, le plan fédéral de développement durable. De 2001 à 2003, elle devient la Présidente du Groupe Ecolo/AGALEV de la Chambre des représentants de Belgique.
Tête de liste en 2003, elle fait à nouveau partie des élu(e)s Ecolo et siège à nouveau comme députée fédérale.

## Fonctions
À la Chambre des représentants de Belgique :
- comme membre suppléant dans la sous-commission « Droit de la famille » ;
- comme membre sans voix délibérative dans les Commissions de l'Économie, de la Politique scientifique, de l'Éducation, des Institutions scientifiques et culturelles nationales, des Classes moyennes et de l'Agriculture, la Commission de la Santé publique, de l'Environnement et du Renouveau de la Société et le Groupe de travail « Sécurité nucléaire ».

Dans la Commission Santé et Santé-Environnement, citons les dossiers :
- Amiante : ses objectifs politiques concernent actuellement la reconnaissance et l’indemnisation des victimes belges de l’amiante. Un forum a été organisé le 6 décembre 2004, réunissant des victimes, des représentants de syndicats, les avocats français ayant obtenu l’indemnisation des victimes en France, des avocats belges soutenant les associations belges ainsi que de nombreux journalistes qui en feront un large écho dans la presse. Muriel Gerkens a déposé deux propositions de loi, la première sur la création d’un fonds d’indemnisation des victimes et la seconde sur la faute inexcusable.
- le dossier européen Reach et plus largement les substances toxiques, pesticides et les liens entre santé et normes de produits ;
- l'organisation des soins de première ligne : infirmières, médecins généralistes et médecins dentistes ;
- Kyoto et la pollution de l’air.

Dans la Commission Économie et Énergie :
- prix du livre ;
- indépendants et commerçants ;
- bonne gouvernance d'entreprise ;
- sortie du nucléaire, développement et diversification des productions d’énergies renouvelables, efficacité énergétique, économie d’énergie ;
- commerce équitable.

Enfin, Muriel Gerkens est active sans interruption depuis le début de son mandat jusqu’à aujourd’hui dans la lutte contre les partis extrémistes de droite ainsi que pour la défense de la loi de compétence universelle. Elle est à l’origine de la proposition de loi permettant de supprimer la subvention aux partis liberticides et adoptée en février 2005, ainsi que de la proposition de loi qui permettrait aux réfugiés birmans en Belgique d’user de la loi de compétence universelle contre Total.